# Margaretha Leijonhufvud
Margaretha Leijonhufvud (1 januari 1516 - 26 augustus 1551) was een Zweedse koningin. Zij was de gemalin van Gustaaf I van Zweden.

## Biografie
Margaretha Leijonhufvud was lid van een van de meest machtigste adellijke families van Zweden. Ze was de dochter van Erik Abrahamsson Leijonhufvud, die werd vermoord in het Stockholms bloedbad en van Ebba Eriksdotter Vasa, een familielid van de koning.
Koningin Margaretha werd omschreven als intelligent en mooi, met een gelukkig huwelijk. Zij wijdde haar leven aan huishoudelijke taken en haar gezin. Haar volledige leven bleef ze trouw aan het katholicisme. Ze was vrijwel constant zwanger, wat haar gezondheid ernstig schaadde. In augustus 1551 maakten zij en haar kinderen een boottocht op het Mälarmeer tussen Gripsholms slott en Västerås, maar op hun terugkomst deed Margaretha een ernstige longontsteking op. Via haar oudste dochter, Catharina van Zweden, behoort ze tot de directe voorouder-lijn van de Britse koningin Victoria.

## Kinderen
- Johan III van Zweden
- Catharina van Zweden
- Cecilia van Zweden
- Magnus Wasa
- Karel
- Anna Maria Wasa
- Sten
- Sophia van Zweden
- Elisabeth
- Karel IX van Zweden

- Gemeinsame Normdatei: 1130878465
- International Standard Name Identifier: 0000 0001 1994 4800
- KulturNav: 61818753-8c62-4e94-8081-64905f5ffc89
- LIBRIS: 344370
- Virtual International Authority File: 170958340
- WorldCat: E39PBJdWVbxHCMF4966vYVBwYP